# Papa Marcellino
Marcellino (in latino Marcellinus) (Roma, ... – Roma, tra il 25 ottobre 304 e il 1º aprile 305) è stato il 29º vescovo di Roma e papa della Chiesa cattolica dal 30 giugno 296 al 25 ottobre 304 (incerto se sia la data della morte o dell'abdicazione). È venerato come santo dalla Chiesa cattolica (anche se non è presente nel Martirologio romano) e dalle Chiese ortodosse.

## Biografia

### IlLiber Pontificalise le altre fonti
Secondo il Liber pontificalis era un romano, figlio di un certo Proietto. Il Catalogo Liberiano dei papi riportava che divenne vescovo di Roma il 30 giugno 296 e che regnò fino al 304. Questi dati, accettati dall'autore del Liber Pontificalis, vennero verificati da quell'antica fonte. Del suo pontificato, durato 8 anni, non venne riportato nulla. Tuttavia, dall'epitaffio della tomba del Diacono Severo nelle Catacombe di San Callisto si è potuto apprendere che in quel periodo il cimitero principale di Roma fu ampliato con nuove camere sepolcrali. Questa epigrafe iniziava: «Cubiculum duplex cum arcosoliis et luminare Jussu papæ sui Marcellini diaconus iste Severus fecit mansionen in pace quietam...» ("Il Diacono Severo fece questo doppio cubiculum, con i suoi arcosolia e luminaria per ordine del suo Papa Marcellino come quieta residenza di pace per sé e per la sua famiglia"). Questo avveniva prima dell'inizio della "Grande Persecuzione" di Diocleziano, durante la quale le catacombe di San Callisto, come gli altri luoghi di riunione pubblici della comunità cristiana di Roma, vennero confiscati. Giovanni Battista de Rossi riteneva che i cristiani, in questo periodo, bloccassero le gallerie principali delle catacombe per proteggere dalla dissacrazione le numerose tombe dei martiri che ivi riposavano.
Cesare Galerio portò il movimento pagano allo scontro con la cristianità nel 302, e l'anno successivo riuscì a convincere Diocleziano del pericolo che i cristiani rappresentavano per lo Stato. Con una procedura di neroniana memoria, due incendi del palazzo reale (ma esistono dubbi sull'eventuale responsabilità dello stesso Galerio) spinsero definitivamente l'imperatore, inizialmente restio, ad emettere il primo editto di persecuzione.
I soldati cristiani dovettero lasciare l'esercito, le proprietà della chiesa vennero confiscate e i libri sacri vennero distrutti, furono vietate le funzioni religiose e i cristiani dovettero scegliere tra abiurare la loro religione o venire condannati a morte. La stessa moglie di Diocleziano Prisca, e la figlia Valeria, entrambe cristiane, furono costrette a sacrificare alle divinità pagane.
La persecuzione di Diocleziano, i cui severi editti contro i cristiani furono fatti eseguire da Massimiano, portò grande scompiglio nella Chiesa di Roma dopo il 303. Marcellino morì nel secondo anno della persecuzione, tra il 304 e il 305.
La morte di Marcellino è fonte di dibattito tra gli storici: nessuna fonte attendibile, infatti, del IV o del V secolo lo menzionava come martire. Il suo nome non veniva riportato né dal Depositio episcoporum, né dal Depositio martyrum del "Cronografo Romano" del 354; tale assenza può essere notata anche nel Martyrologium Hieronymianum. Il Marcellinus episcopus riportato al 4 ottobre nel Codex Bernensis, probabilmente non corrisponde al papa. Anche Eusebio di Cesarea, quando parlò di Marcellino, usò un'espressione oscura: "fu portato via dalla persecuzione" (‘òn kaì a'utòn kateílephon ‘o diogmòs Historia Ecclesiastica, VII, 32). Sul significato di queste parole gli storici dibattono, in quanto potrebbe indicare il martirio, ma anche la fuga o l'esilio.

### Le accuse successive
Esistevano anche racconti successivi che lo accusavano di aver consegnato i Testi sacri immediatamente dopo il primo editto o, addirittura, di aver offerto incenso agli dei pagani per salvarsi dalla persecuzione.
All'inizio del V secolo Petiliano, il vescovo donatista di Costantina, affermò che Marcellino e i presbiteri romani Marcello, Milziade e Silvestro (futuri papi) avevano consegnato i libri sacri ai pagani e avevano offerto incenso ai falsi dèi, ma non produsse alcuna prova. Negli Atti della confisca degli edifici della Chiesa a Roma, che vennero portati dai donatisti alla conferenza di Cartagine, si parlava di due soli diaconi che avevano tradito: Stratone e Cassio. Sant'Agostino d'Ippona, nelle sue repliche a Petiliano, disputò la verità di quanto veniva riportato (Contra litteras Petiliani, II, 202: De quibus et nos solum respondemus: aut non probatis et ad neminem pertinet, aut probatis et ad nos non pertinet; De unico baptismo contra Petilianum, cap. xvi: Ipse scelestos et sacrilegos fuisse dicit; ego innocentes fuisse respondeo). Dalle accuse di Petiliano si può concludere solamente che queste voci su Marcellino e i suoi presbiteri circolassero effettivamente in Africa, ma che non potevano essere provate, altrimenti Agostino non li avrebbe difesi così strenuamente.
Tuttavia, queste voci su Marcellino erano note anche in alcuni circoli romani, tanto che, in altri due racconti successivi, fu attribuito al papa un atto di formale apostasia, naturalmente seguito da pentimento e penitenza.

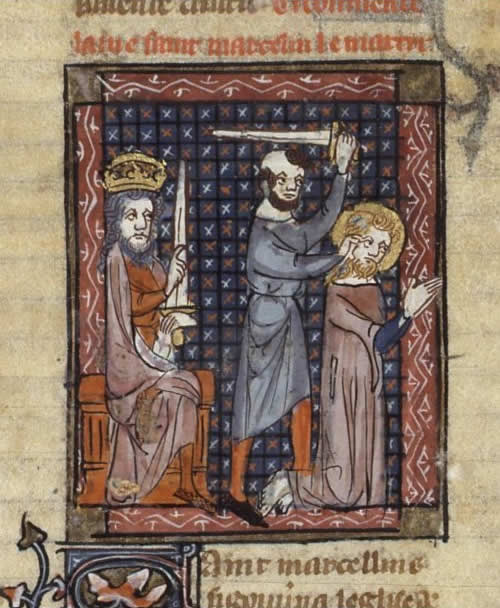
Martirio di papa Marcellino, manoscritto francese, tratto dalla Legenda Aurea di Jacopo da Varazze

La biografia di Marcellino contenuta nel Liber Pontificalis, che probabilmente riprendeva una perduta passio, riportava che fu obbligato a sacrificare agli dèi e bruciò incenso in loro onore. Tuttavia, dopo alcuni giorni, fu vinto dal rimorso e confessò la fede in Cristo. Per questo, insieme ad altri tre cristiani, fu condannato a morte da Diocleziano: furono decapitati. Sembra abbastanza evidente che questo racconto cercava di conciliare la voce che il papa aveva offerto incenso agli dèi con il fatto che in altri ambienti era visto come un martire e la sua tomba veniva venerata.
Agli inizi del VI secolo, piuttosto dopo questa passio Marcellini, apparve una serie di documenti contraffatti che furono usati nella disputa tra papa Simmaco e l'antipapa Laurenzio. Tra questi c'erano degli Atti apocrifi di un sinodo di 300 vescovi tenutosi nel 303 a Sinuessa, tra Roma e Capua, per investigare sulle accuse a Marcellino. I primi due giorni Marcellino negò tutti gli addebiti, ma il terzo giorno confessò e si pentì; tuttavia il sinodo non lo condannò quia prima sedes non judicatur a quoquam ("perché la prima Sede non viene giudicata da nessuno"). Quando Diocleziano venne a conoscenza dell'accaduto, fece mettere a morte il papa e molti vescovi che avevano partecipato al sinodo. Anche questi documenti, in sé stessi, non possono essere considerati una prova storica. Viene accettato, come certo, che il papa non assecondò mai, apertamente, l'editto imperiale poiché una tale apostasia del vescovo di Roma avrebbe avuto grande risonanza presso gli autori contemporanei. Eusebio non accettò quanto esposto sopra e anche Teodoreto di Cirro, nella sua Storia Ecclesiastica, affermò che Marcellino era stato d'esempio durante la persecuzione (ton 'en tô diogmô diaprépsanta (Historia Ecclesiastica, I, 2).
D'altra parte è degno di nota come nella Cronografia Romana, la cui prima edizione risale al 336, manchi solo il nome di questo papa. In realtà, nel manoscritto, il nome di Marcellino veniva riportato al 16 gennaio (XVIII kal. Feb.), ma era, evidentemente, un errore per Marcello, il suo successore. Infatti, la festa di quest'ultimo ricorre in questa data sia nel Martyrologium Hieronymianum che nei vecchi libri liturgici, mentre nel Liber pontificalis e, di conseguenza, nei martirologi del IX secolo, la festa di Marcellino ricorre il 26 aprile (Acta SS., June, VII, 185). Secondo alcuni studiosi (Theodor Mommsen, Charles de Smedt) la mancanza del nome di Marcellino fu la semplice omissione di un copista, dovuta alla somiglianza dei nomi tra i due papi, ma questa ipotesi non è stata universalmente accettata. Altri studiosi ritengono che questa omissione sarebbe intenzionale e non accidentale.
In relazione alle voci e agli apocrifi riportati sopra, bisogna ammettere che, in qualche circolo di Roma, la condotta del papa durante la "Grande Persecuzione" non fu approvata. In questa persecuzione ci sono giunti i nomi di solo due appartenenti al clero romano che furono martirizzati: il presbitero Marcellino e l'esorcista Pietro, il che fa ritenere ad alcuni storici che il vescovo di Roma e l'alto clero riuscirono a eludere i persecutori. Come questo fosse avvenuto è ignoto. È possibile che papa Marcellino e molti altri vescovi riuscissero immediatamente a nascondersi in un posto sicuro, ma è anche possibile che al momento della pubblicazione dell'editto si fossero assicurati in qualche modo l'immunità. In alcuni circoli romani, per questo, potrebbe essere stato tacciato di debolezza e la sua memoria avrebbe potuto, di conseguenza, soffrirne al punto da essere omesso dall'autore della Depositio Episcoporum dalla Cronografia, mentre trovò posto nel Catalogo Liberiano che è contemporaneo. Tuttavia, la sua tomba veniva venerata dai cristiani di Roma e fu riconosciuto anche come martire, come dimostra la passio.

### Morte e sepoltura del papa

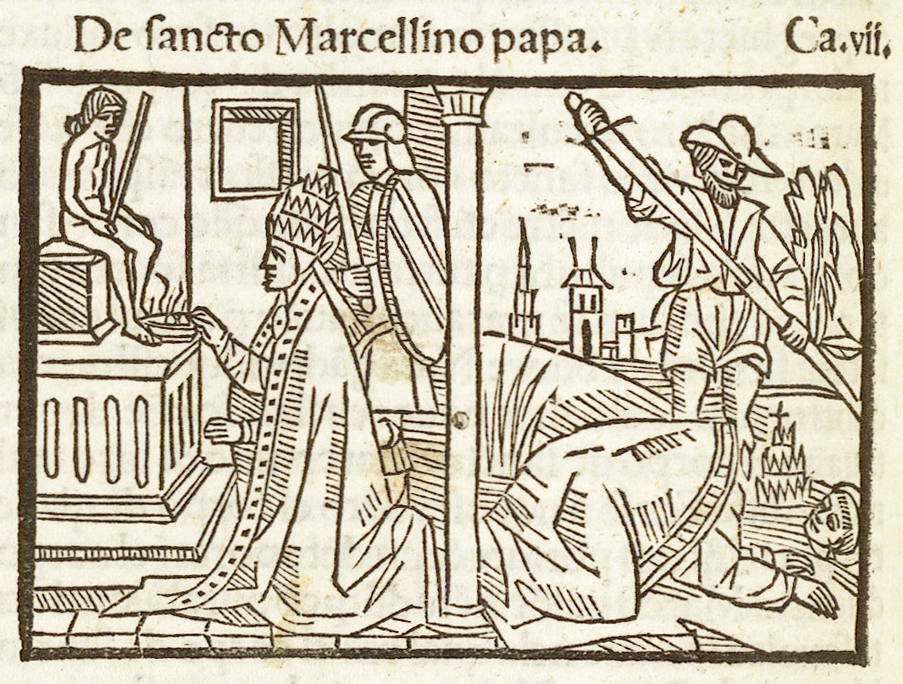
L'offerta agli dèi e il martirio per decapitazione di Marcellino nell'edizione italiana del 1497 della Legenda Aurea

Marcellino morì tra il 304 e il 305. Il giorno della sua morte è incerto. Nel Liber Pontificalis, la data della sua sepoltura venne registrata al 26 aprile 305, "venticinque giorni dopo il suo martirio", e tale data fu poi riportata nei martirologi successivi (perciò il 26 aprile si celebra la sua festa, e il 1º aprile sarebbe la data di morte). Ma se si calcola la data della sua morte in base alla durata del suo ufficio, se perì durante il pontificato, secondo quanto riportato nel Catalogo Liberiano, dovrebbe essere morto il 24 o il 25 ottobre. È possibile, conciliando tutti questi dati, se è vero che offrì agli dèi per salvarsi la vita, che il 25 ottobre 304 sia la data di rinuncia al papato, il 1º aprile 305 quella della morte (per martirio dopo essersi pentito), e il 26 aprile successivo quella della sepoltura.
Le sue spoglie furono inumate nel cimitero di Priscilla, sulla Via Salaria, vicino alla cripta del martire Crescenzio. Le catacombe di Callisto, il cimitero ufficiale della Chiesa di Roma, dove per decenni erano stati sepolti i predecessori di Marcellino, erano state evidentemente confiscate durante la persecuzione, mentre le catacombe di Priscilla, appartenenti alla famiglia degli Acilii Glabriones, erano ancora a disposizione dei cristiani.

## Culto
La tomba di Marcellino divenne oggetto di venerazione molto presto. I precisi riferimenti alla sua posizione contenuti nel Liber Pontificalis ne sono la prova. In uno degli itinerari delle tombe dei martiri romani del VII secolo (Epitome de locis ss. martyrum) è espressamente menzionata fra le sacre tombe del cimitero di Priscilla. Durante gli scavi effettuati in questa catacomba, fu identificata la cripta di Crescenzio, che era accanto a quella di Marcellino, ma non è stato rinvenuto alcun monumento che facesse riferimento a questo papa, pertanto il luogo della sua sepoltura è tuttora incerto. La perduta passio Marcellini risalente al V secolo, che fu utilizzata dall'autore del Liber Pontificalis, dimostra che già in quel periodo era venerato come martire. Nonostante ciò, il suo nome comparve, per la prima volta, nel martirologio di San Beda il Venerabile.
La sua memoria liturgica, nella Chiesa latina, ricorre il 26 aprile (compare nel Martirologio Romano ed. 2004 al 16 gennaio impropriamente fatto coincidere con papa Marcello I). Nelle Chiesa greca, invece, il 7 giugno.